# Râul Gârbău, Durbav
Râul Gârbău este un curs de apă, afluent al râului Durbav. Se formează la confluența brațelor Gârbăul Mare și Gârbăul Mic. 

## Hărți
- Harta Județului Brașov
- Harta Munților Postăvaru  Arhivat în 3 august 2008, la Wayback Machine.